# Grense Jakobselv
Grense Jakobselv (deutsch: Grenze Jakobsfluss) ist eine Ortschaft in der Gemeinde Sør-Varanger im Osten der Provinz Finnmark im nordöstlichsten Norwegen. Grense Jakobselv liegt an der Mündung des Flusses Jakobselva in die Barentssee an der Grenze zu Russland. Während des Kalten Krieges war dies neben der Grenze Türkei–Sowjetunion die einzige direkte Landgrenze zwischen einem Mitgliedsland der NATO und der damaligen Sowjetunion und somit die einzige innerhalb Europas. Der Ort liegt etwa 60 km östlich von Kirkenes.

## Geschichte

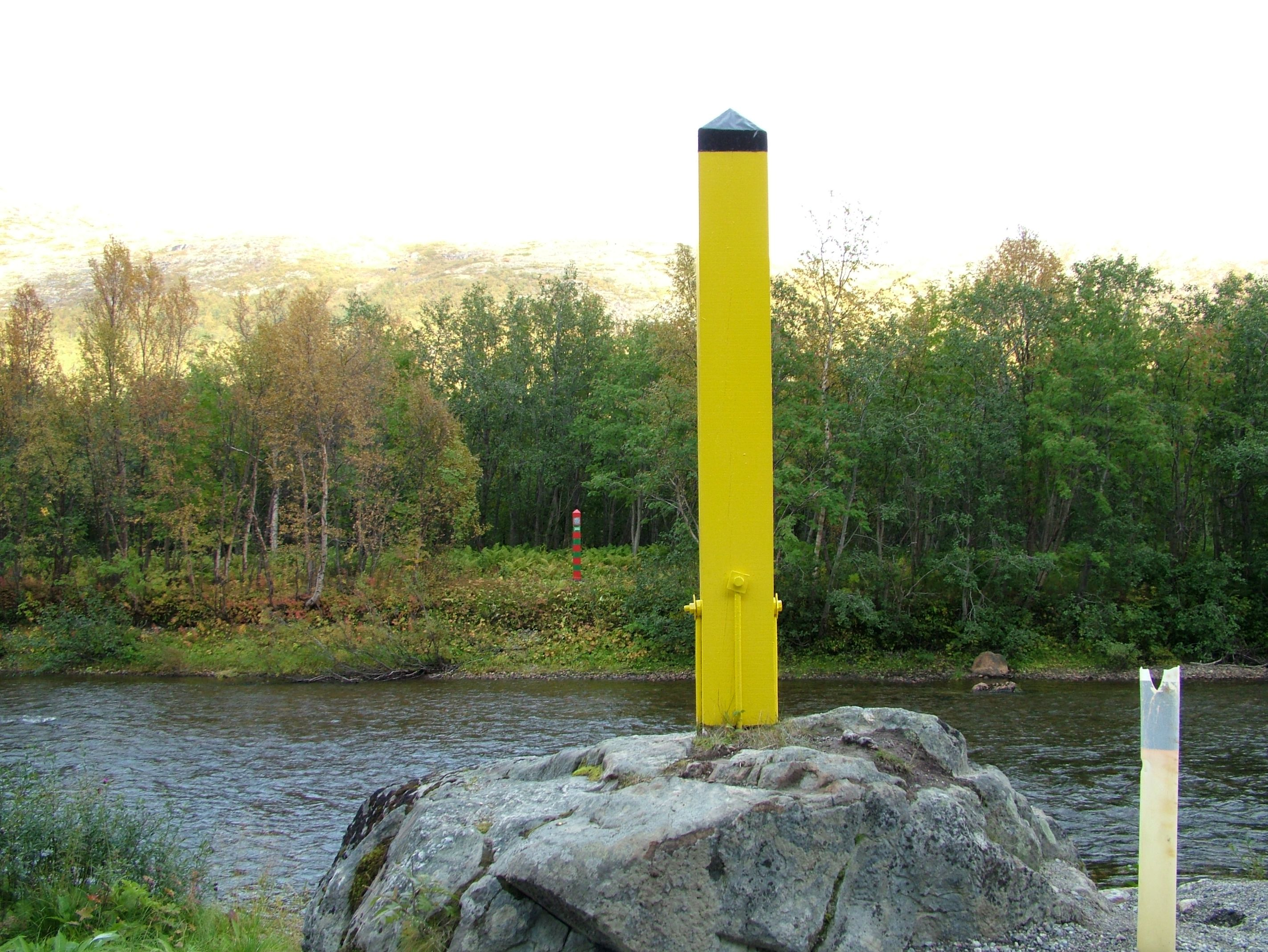
Grenzpfahl auf der norwegischen Seite

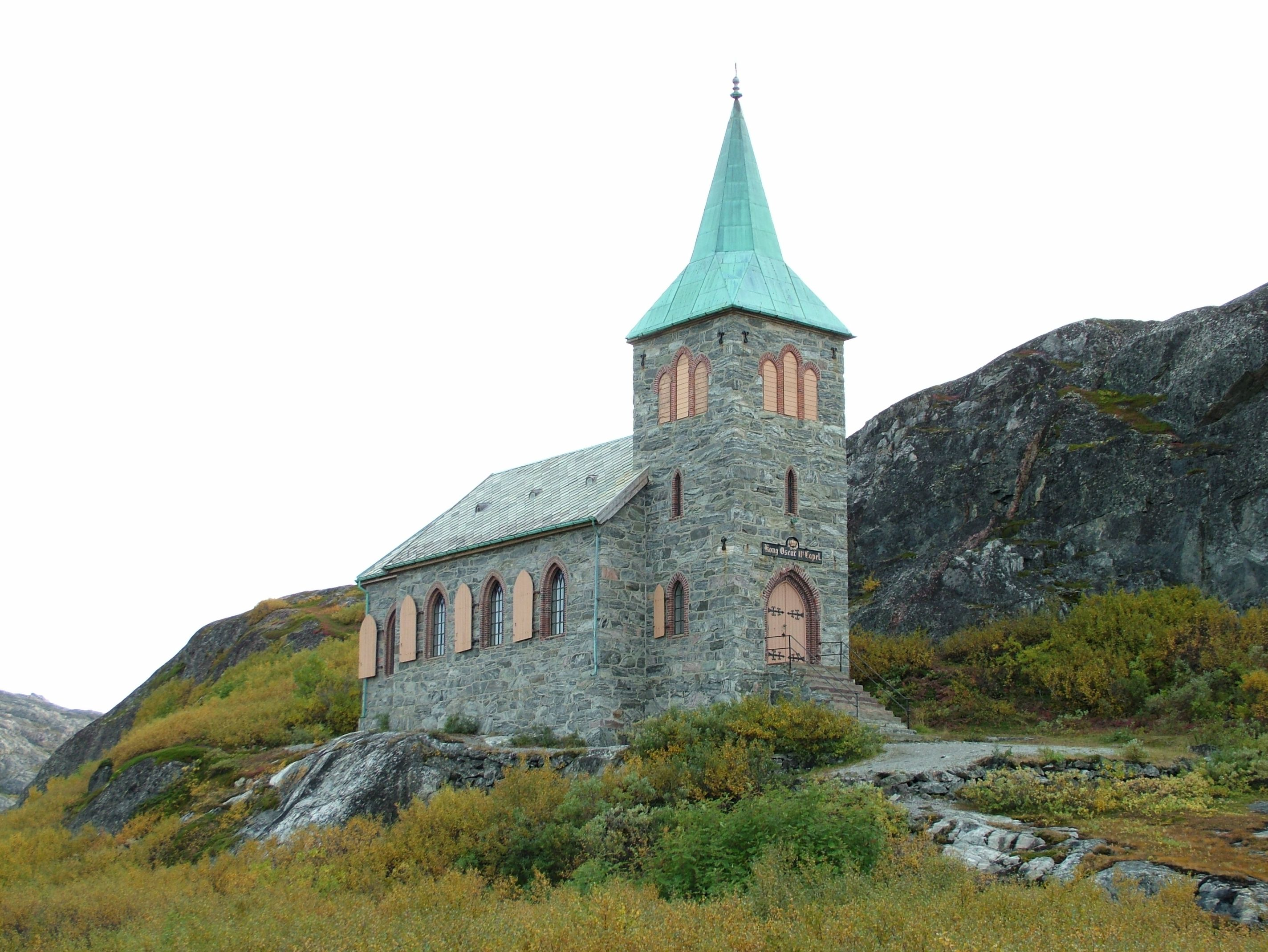
König-Oskar-II.-Kapelle

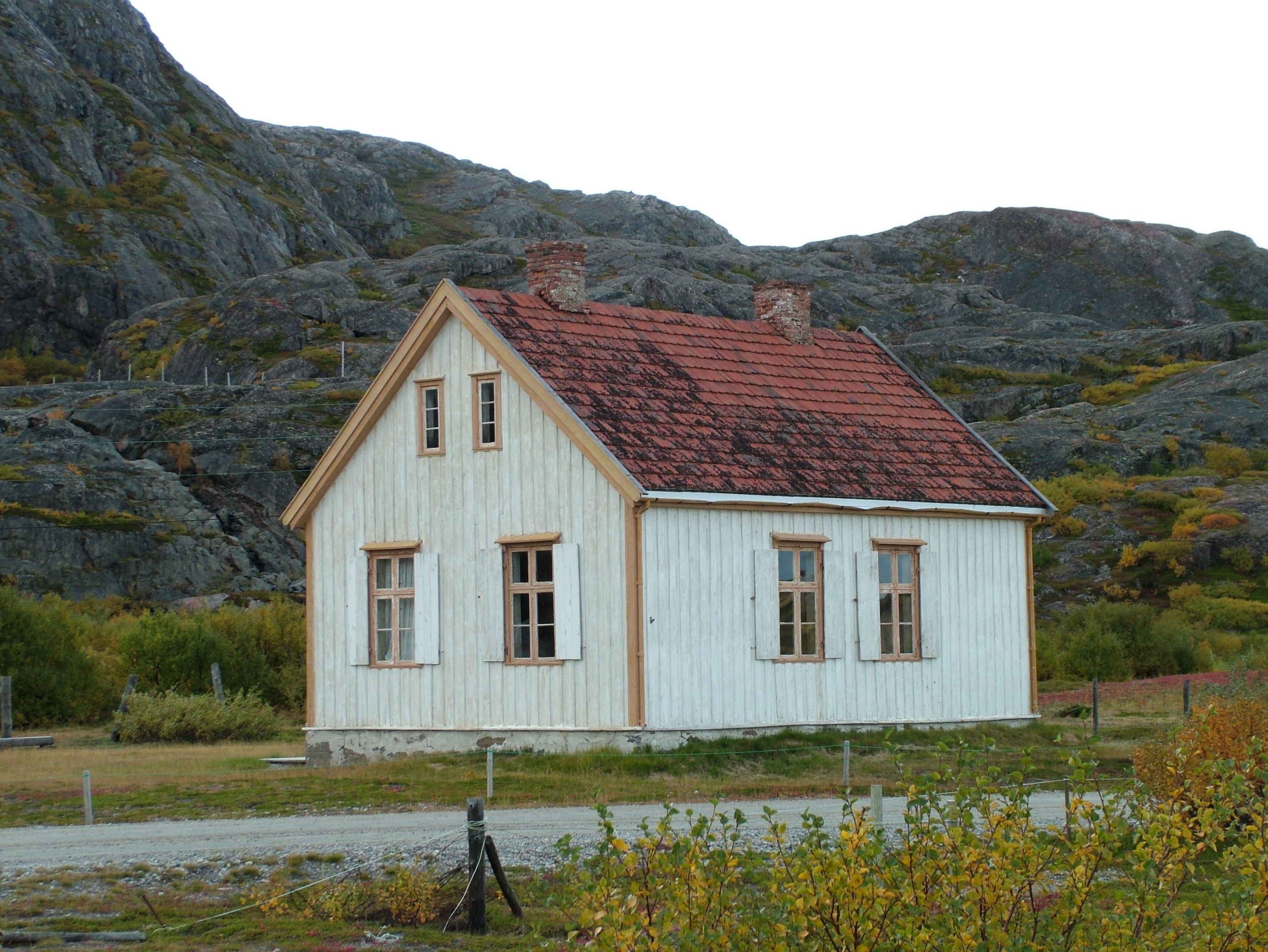
Das ehemalige Pfarrhaus

Archäologische Funde weisen auf Siedlungen vor etwa 10.000 Jahren hin. Bodenmulden zeigen Umrisse von Häusern, die vor 6.500 Jahren gebaut worden sind.
Ursprünglich wohnten hier Samen. Als 1826 das Gebiet unter verschiedenen Nationen aufgeteilt wurde, verließen die Samen das Gebiet. 1851 siedelte ein Soldat aus Vardø hier. Es folgten weitere Siedler. 1920 kam das östliche Ufer der Jakobselva an Finnland. Im Zweiten Weltkrieg waren hier deutsche Truppen stationiert. Am 15. Oktober 1944 wurde der Ort von der Armee der Sowjetunion eingenommen, blieb jedoch norwegisch, während das Gebiet östlich des Flusses der Sowjetunion eingegliedert wurde. 1965 wurde der Ort mit einer Straße erschlossen. Die letzten 10 km sind ein befestigter Kiesweg.
Laut Informationen von Einheimischen leben noch ca. 40 Personen in Grense Jakobselv.

### Die norwegisch-russische Grenze
Die Grenze zwischen Norwegen und Russland verläuft in der Mitte des Flusses und ist an beiden Ufern durch Grenzpfähle markiert. Der norwegische Grenzpfahl ist gelb mit einer schwarzen Spitze, der russische ist rot-grün gestreift. Der Zaun auf der norwegischen Seite soll vor allem verhindern, dass Rentiere und Haustiere über die Grenze wechseln.
Angeln im Fluss ist nur Norwegern oder Personen, die mindestens ein Jahr in Norwegen wohnen, gestattet. Es werden etwa 20 Angelscheine im Jahr ausgegeben. Der einzige Grenzübergang befindet sich in Storskog im Verlauf der Europastraße 105 von Kirkenes nach Murmansk.

### König-Oskar-II.-Kapelle
Die König-Oskar-II.-Kapelle ist die Kirche des Ortes. Seit der Grenzziehung gab es immer wieder Streitigkeiten um die Grenze. Aus diesen Gründen schlug ein norwegischer Marinesoldat vor, an dieser Stelle eine Kapelle zu bauen, welche 1869 geweiht werden konnte. 1873 besuchte König Oskar II. die Kapelle, woraufhin die Kirche nach ihm benannt wurde. 1883 wurde die Kapelle weiß gekalkt. Zur Hundertjahrfeier wurde die ursprüngliche Form wieder hergestellt.

### Der Ort
An festen Gebäuden sind neben der Kirche nur noch wenige Häuser erhalten, darunter das ehemalige Pfarrhaus. Der Pfarrer übernachtete hier bis zu Beginn des Zweiten Weltkrieges. Danach wurde das Haus von Soldaten der Besatzungsmächte genutzt. Heute gehört es zum Museum der Gemeinde Sør-Varanger.
200 Meter östlich des Pfarrhauses steht die alte Zollstation, die um 1870 errichtet wurde. In der Nähe der Zollstation stehen Reste von alten Rorbuer bzw. Fischerhäusern. Am Flussufer befinden sich Mauerblöcke, die Teile der deutschen Befestigungsanlagen aus dem Zweiten Weltkrieg sind.